# Volvo Women's Open 2003
Volvo Women's Open 2003 — жіночий тенісний турнір, що проходив на відкритих кортах з твердим покриттям у Паттайї (Таїланд). Належав до турнірів 5-ї категорії в рамках Туру WTA 2003. Відбувсь утринадцяте і тривав з 3 до 9 листопада 2003 року. Несіяна Генрієта Надьова здобула титул в одиночному розряді, свій другий на цьому турнірі (перший був 1997 року), й отримала 16 тис. доларів США.

## Фінальна частина

### Одиночний розряд
Генрієта Надьова —  Любомира Курхайцова, 6–4, 6–2
- Для Надьової це був 1-й титул в одиночному розряді за сезон і 9-й (останній) за кар'єру.

### Парний розряд
Лі Тін /  Сунь Тяньтянь —  Вінне Пракуся /  Анжелік Віджайя, 6–4, 6–3